# Wacłau Łastouski
Wacłau Łastouski (biał. Вацлаў Юстынавіч Ластоўскі; Vacłaŭ Justynavič Łastoŭski; pseud. Власт, Юры Верашчака, Ласт, В.Ласт., Уласт; Арцём Музыка, Пагашчанін, Сваяк, Ю.Сулімірскі, Veritatis, Miles, Peregrinus, В.В…, В-…, В.Л., В.Л-скі; В-т; Л.; Ю.В.; ur. 27 października?/8 listopada 1883 w Koleśnikach koło Dzisny, zm. 23 stycznia 1938 w Saratowie) – białoruski publicysta i polityk, filolog, literaturoznawca, historyk, premier rządu Białoruskiej Republiki Ludowej w latach 1919–1923.

## Życiorys
W 1902 wstąpił do PPS na Litwie, w międzyczasie studiował na Uniwersytecie Petersburskim (1904–1905), następnie znalazł się w Rydze, gdzie współpracował z lokalnymi działaczami białoruskimi. Od 1906 do 1908 członek Białoruskiej Socjalistycznej Hramady. Po przeprowadzce do Wilna objął funkcję sekretarza redakcji „Naszej Niwy”, później redagował czasopismo „Homan” (1916–1917).
W czasie I wojny światowej przebywał w Wilnie, gdzie stanął na czele Białoruskiego Towarzystwa Wydawniczego oraz kierował Księgarnią Białoruską.
W marcu 1918 wszedł w skład Rady Białoruskiej Republiki Ludowej, w listopadzie tego roku został członkiem Taryby. Od grudnia 1919 kierował pracami rządu BRL w Mińsku. 17 grudnia 1919 aresztowany przez Polaków, wypuszczony po dwóch miesiącach – wyjechał do Rygi, później do Kowna, gdzie stał na czele emigracyjnego rządu do marca 1923.
Organizował antypolską partyzantkę na Białorusi. Od 1923 do 1927 wydawał w Kownie, a później Pradze czasopismo „Krywicz”. Po przewrocie Smetony w grudniu 1926 wyjechał na terytorium BSRR, gdzie pracował jako dyrektor Państwowego Muzeum Białoruskiego w Mińsku oraz dziekan katedry etnografii przy Inbelkulcie. W 1928 przyjęty na członka Akademii Nauk Białoruskiej SRR.
21 lipca 1930 aresztowany przez OGPU, oskarżony o stworzenie nacjonalistycznej organizacji Związek Wyzwolenia Białorusi (mistyfikacja OGPU), wyrokiem Kolegium OGPU z 10 kwietnia 1931 pozbawiony funkcji członka Akademii oraz zesłany na pięć lat do Saratowa z art. 58 sowieckiego kodeksu karnego. W czasie "wielkiego terroru"  20 sierpnia 1937 aresztowany przez NKWD. 23 stycznia 1938 skazany przez Kolegium Wojskowe Sądu Najwyższego ZSRR na karę śmierci, rozstrzelany tego samego dnia. Pochowany w Saratowie w nieznanym miejscu. Zrehabilitowany 10 czerwca 1988 przez Sąd Najwyższy BSRR, częściowo już 16 września 1958 (z wyroku z 1938).
Żoną Łastowskiego była Maria z Iwanowskich Łastowska (1872–1957), litewska pisarka, pisząca razem z Zofią Przybylewską pod pseudonimem „Lazdynų Pelėda” (pol. „Sowa z leszczyniaka”).

## Twórczość
- „Кароткая гісторыя Беларусі” [w oryginale: "Кароткая гісторыя Беларусі. З 40 рысункамі"], Wilno 1910
- „Што трэба ведаць кожнаму беларусу?”, Mińsk 1918
- „Падручны расійска-крыўскі (беларускі) слоўнік”, Kowno 1924
- „Гісторыя беларускай (крыўскай) кнігі: (Спроба паясніцельнай кнігапісі ад канца Х да пачатку ХІХ стагоддзя)”, Kowno 1926
- „Творы”, Monachium 1956

Galeria
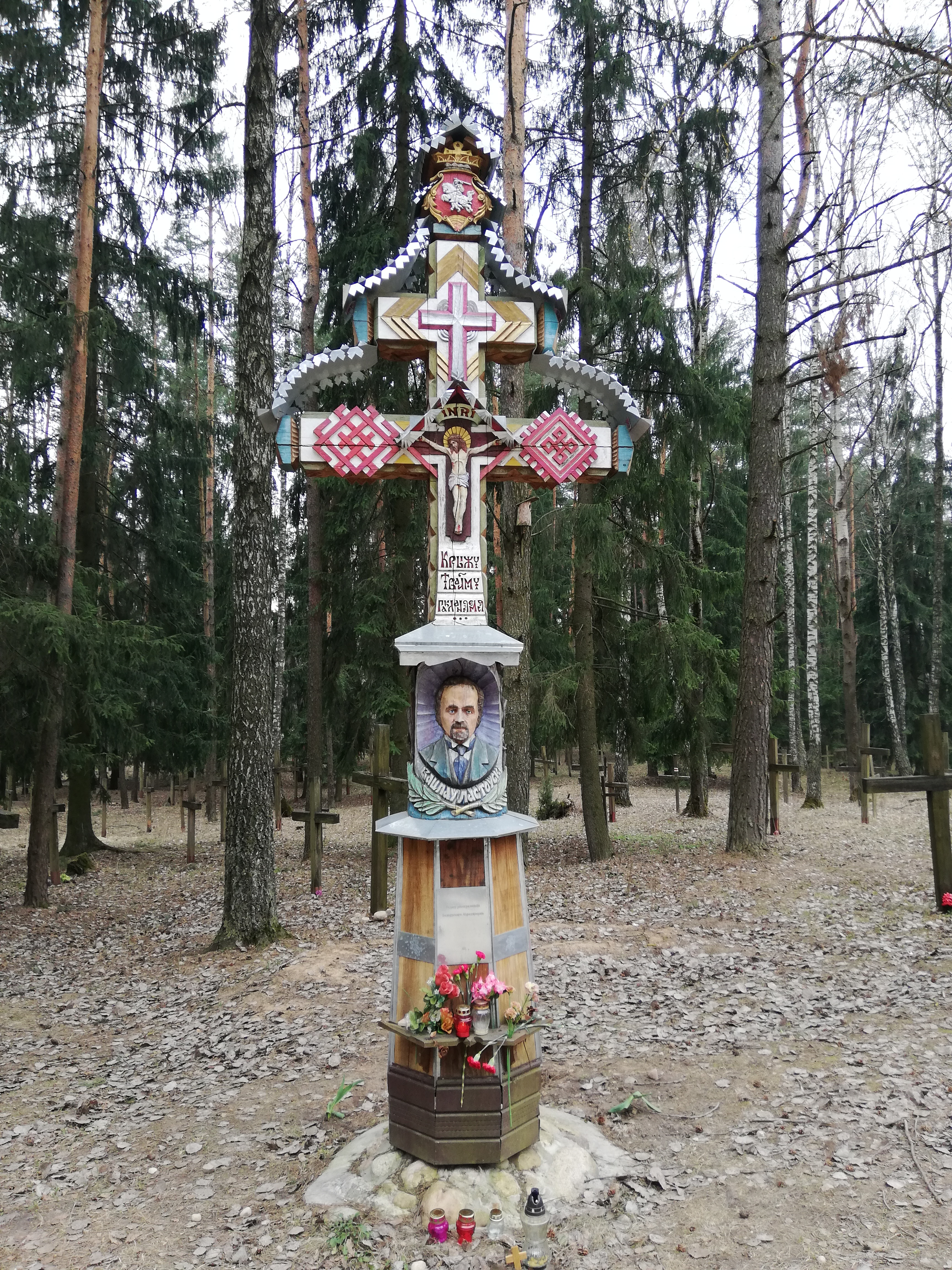
Krzyż upamiętniający polityka na terenie uroczyska Kuropaty
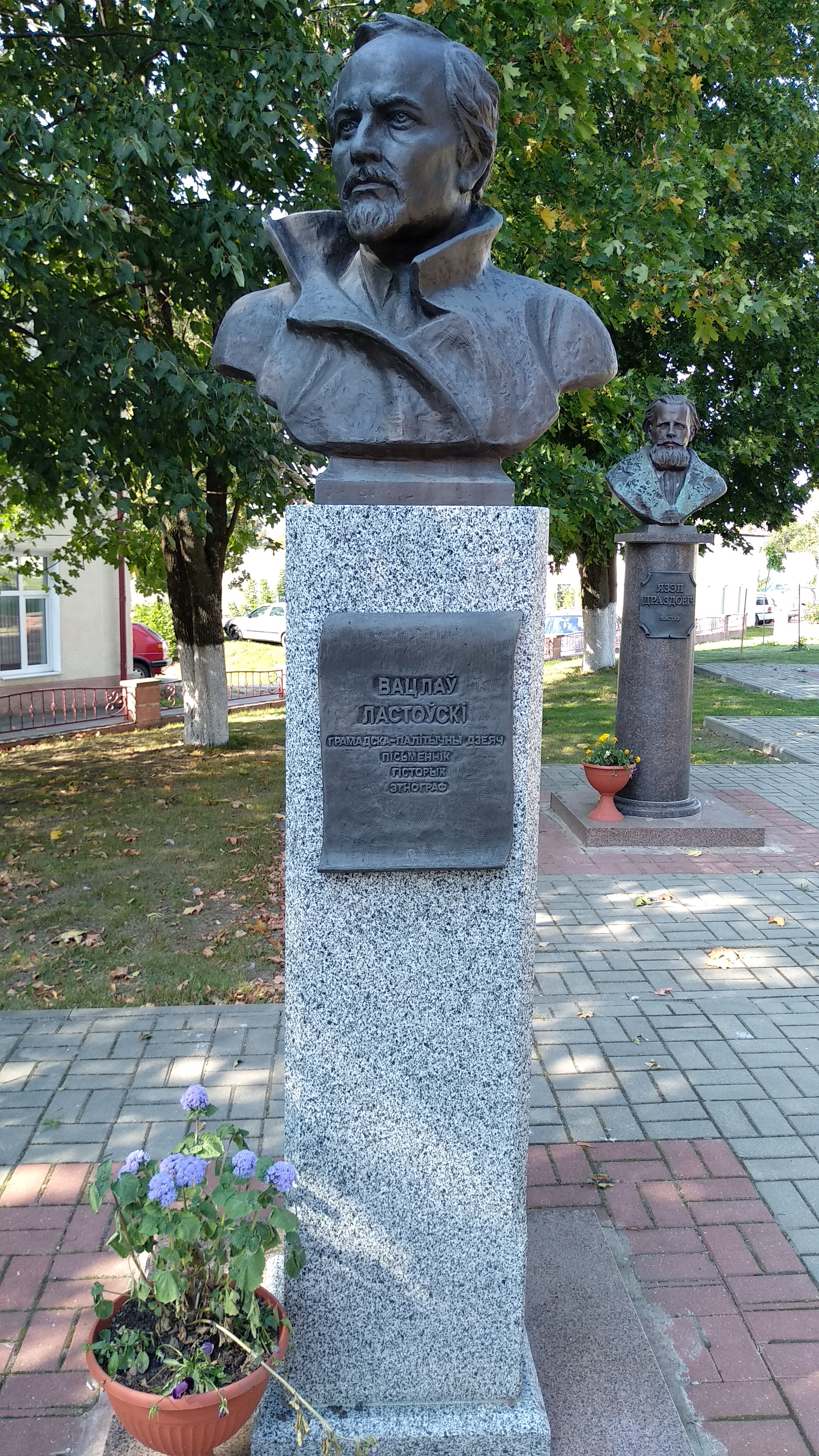
Pomnik w Głębokiem

## Literatura, linki
- Академик ЛАСТОВСКИЙ Вацлав Устинович na stronie Narodowej Akademii Nauk Białorusi
- Жертвы политического террора в СССР – Ластовский Вацлав Устинович
- Wacłau Łastouski – publikacje w bibliotece Polona